# Sewellia
Genre
Sewellia est un genre de poissons téléostéens de la famille des Gastromyzontidae et de l'ordre des Cypriniformes. Les espèces de ce genre se rencontrent principalement au Vietnam, Cambodge et Laos.

## Liste des espèces
Selon FishBase (16 juillet 2015)':
- Sewellia albisuera Freyhof, 2003
- Sewellia analis Nguyen & Nguyen, 2005
- Sewellia breviventralis Freyhof & Serov, 2000
- Sewellia diardi Roberts, 1998
- Sewellia elongata Roberts, 1998
- Sewellia lineolata (Valenciennes, 1846)
- Sewellia marmorata Serov, 1996
- Sewellia medius Nguyen & Nguyen, 2005
- Sewellia patella Freyhof & Serov, 2000
- Sewellia pterolineata Roberts, 1998
- Sewellia songboensis Nguyen & Nguyen, 2005
- Sewellia speciosa Roberts, 1998
- Sewellia trakhucensis Nguyen & Nguyen, 2005